# Poznańska Czarna Trzynastka im. het. Jana Zamoyskiego
13 Szczep Harcerski „Poznańska Czarna Trzynastka” imienia hetmana Jana Zamoyskiego – szczep drużyn harcerskich Związku Harcerstwa Polskiego działający na terenie Poznania, współpracujący z VIII Liceum Ogólnokształcącym im. Adama Mickiewicza. Od 1999 wchodzi w skład Hufca ZHP Poznań-Śródmieście „Siódemka” im. hm. Sylwestra Wietrzykowskiego. Patronem szczepu jest hetman wielki koronny Jan Zamoyski.

## Nazwa
Początkowo „Poznańska Czarna Trzynastka”, gdy działała jeszcze przy Gimnazjum im G. Bergera w Poznaniu, nie miała ani numeru „13”, ani koloru czarnego, a patronem nie był Jan Zamoyski. Nazwą obecnej „Trzynastki” była – Drużyna Harcerzy im. hetm. Stanisława Żółkiewskiego. Obecnego patrona drużyna uzyskała w czerwcu 1919 roku, podczas gdy drużyna Żółkiewskiego została podzielona na starszą i młodszą (Zamoyskiego). Numer „13” otrzymano prawdopodobnie w 1920 roku, a określenie „Czarna Trzynastka” wprowadzono w 1922 roku. Kolor „Czarny” wprowadził drużynowy Mieczysław Wasilewski, ustanawiając nowy kolor chusty oraz krótkie czarne spodnie (nieobowiązujące dzisiaj) do umundurowania. Możliwe, że było to związane z pseudonimem Wasilewskiego – „Czarny Wilk”.

## Historia

### Pierwsze dziesięciolecie

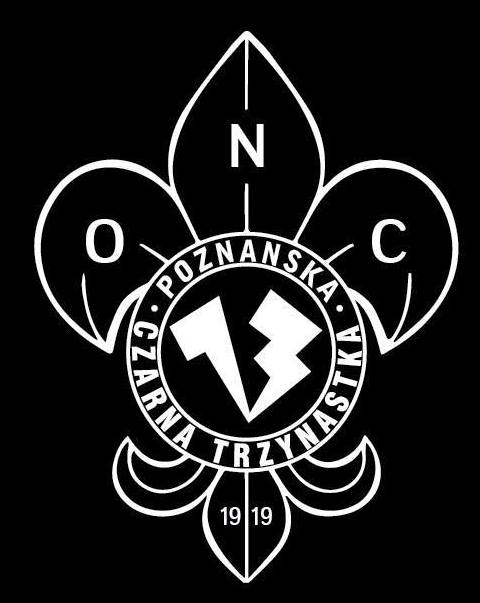
Logo Poznańskiej Czarnej Trzynastki

Drużyna Harcerska im. hetm. Stanisława Żółkiewskiego rozpoczęła swą działalność 2 lutego 1919 roku w Miejskiej Szkole Realnej im. Gotthilfa Bergera przy ul. Strzeleckiej w Poznaniu. Pierwszym drużynowym został dh Antoni Kopczyński, siedemnastoletni uczeń Gimnazjum im. Bergera. Drużyna była bardzo liczna (ponad 70 harcerzy w 7 zastępach), z tego powodu, w czerwcu 1919 roku podzielono drużynę na dwie mniejsze: młodszą im. het. Jana Zamoyskiego (drużynowy Tadeusz Frąckowiak) oraz starszą im. Stanisława Żółkiewskiego (drużynowy Bolesław Waniorek). Pierwszy obóz harcerski odbył się w Bytyniu (pow. szamotulski) i uczestniczyły na nim obie drużyny. We wrześniu dwie drużyny zespolono w jedną, tym razem pod patronem Zamoyskiego. Imię Stanisława Żółkiewskiego przeszło wraz z częścią harcerzy do utworzonej 20 września 1919 roku drużyny w Gimnazjum im. K. Marcinkowskiego. W 1920 roku, w związku z inwazją sowiecką na Polskę i udziałem trzynastaków na froncie, praca drużyny została mocno ograniczona, a drużynowi musieli być zmieniani co parę miesięcy. Sytuację ustabilizował dopiero dh Mieczysław „Czarny Wilk” Wasilewski. To on wprowadził czarny kolor chusty oraz nazwę „Czarna Trzynastka”. Na początku roku szkolnego 1922/1923 „Trzynastka” otrzymała swoją pierwszą harcówkę w gmachu szkoły im. G. Bergera. W latach 1925–1926 nastąpił krótkotrwały podział drużyny (powstała 13B Drużyna Harcerska). W 1925 „Czarna Trzynastka” została sklasyfikowana przez Chorągiew Wielkopolską jako jedna z trzech najlepszych drużyn harcerskich w Wielkopolsce. W latach 1926–1929 nastąpił „boom” na sprawy sportowe w drużynie. Harcerze zamiast zajmować się wyrobieniem harcerskim, większość czasu poświęcali treningom sportowym. Dzięki temu zainteresowaniu, w 1928 roku Czarna Trzynastka Poznań uzyskała niebywałe, historyczne osiągnięcie – osiągnęła mistrzostwo Polski w koszykówce mężczyzn. W 1927 roku 13. Drużynę Harcerską im. hetm. Jana Zamoyskiego przekształcono na Gniazdo XIII DH im. Jana Zamoyskiego (forma odpowiadająca dzisiejszemu szczepowi), w której znalazły się trzy drużyny: harcerska (starsi harcerze), przygotowawcza (młodsze klasy) oraz wilczęta (klasy pierwsze). W 1930 roku powrócono do wcześniejszej formy działalności.

### Po 1992
W latach 90. „Trzynastka” działała przy VIII Liceum Ogólnokształcącym im. Adama Mickiewicza w Poznaniu, gdzie w 1994 roku powstały drużyny starszoharcerskie, ob. wędrownicze: „Czarna” (męska) oraz „Biała” (żeńska). W 1992 roku powstał Hufiec ZHP Poznań-Śródmieście im. hm. Sylwestra Wietrzykowskiego, do którego „Poznańska Czarna Trzynastka” dołączyła w 1999. Program „Siódemki” różnił się od innych hufców, był bardziej innowacyjny oraz starał dostosowywać się do obecnych zainteresowań młodzieży. „Trzynastka” szybko znalazła w nim swoje miejsce, co może potwierdzić objęcie w 2001 roku stanowiska komendanta hufca przez trzynastaka hm. Błażeja Stankowskiego, a następnie przez phm. Artura Kaczmarka. Harcówka PCT znajdowała się przy ul. Lodowej na poznańskim Łazarzu, jednak została utracona w 1996 roku. W 1996 powstały dwie drużyny młodszoharcerskie w szczepie: „Mała Biała” oraz „Mała Szara” przekształcona później w 13. PDH „Zawisza”. W 2001 roku, w związku z zanikiem młodszej młodzieży w szczepie, „Poznańska Czarna Trzynastka” zaczęła działać na nowych terenach. Jako nowy teren wybrano Osiedle Różany Potok, na którym zorganizowano festyn rodzinny, dzięki któremu do trzynastki przybyło wiele nowych harcerzy. Powstała wtedy 13. PDH „Mewy” skupiająca dziewczynki. Ponadto swoją działalność rozpoczęła dziewczęca 13. Gromada Zuchowa „Dzielne Wiewiórki”, a później również chłopięca 13. GZ „Włóczykije”. Obie gromady w 2007 roku połączyły się w jedną „Dzielne Wiewiórki i Włóczykije”. Jesienią 2002 odbył się rejs szczepu jachtem SY Zawisza Czarny na trasie Gdynia – Visby – Hel – Gdynia, a w 2004 na Bornholm i do Kopenhagi.
W związku z reformą szkolnictwa i odcięciem najmłodszych klas licealnych oraz odebraniu przez dyrekcję VIII LO harcówki, w szczepie nastąpił kryzys, a cała działalność została przeniesiona na Różany Potok. W 2008 roku powstała 13. PDHS „Tramp” pod wodzą dhn Agaty Pietras, która skupiała dziewczęta z gimnazjum, a 11 stycznia 2009 roku odbyła się pierwsza zbiórka 13. PDHS „Grzmot” (chłopcy z gimnazjum), której drużynowym został dh Mikołaj Podworny.
Od roku szkolnego 2015/2016 szczep ponownie współpracuje z VIII Liceum Ogólnokształcącym im. Adama Mickiewicza w Poznaniu. W roku 2017 drużyny wędrownicze nawiązały współpracę z Aeroklubem Poznańskim, w wyniku czego „Trzynastka” otrzymała nowy magazyn, a dziesięcioro wędrowników przeszło kurs spadochronowy, uwieńczony trzema skokami samodzielnymi.

## Drużyny
| Nazwa drużyny                                    | Rodzaj                         |
| ------------------------------------------------ | ------------------------------ |
| 13. PGZ „Czarna Perła”                           | gromada zuchowa (koedukacyjna) |
| 13. PDH „Zawisza” im. Zawiszy Czarnego h. Sulima | drużyna harcerzy               |
| 13. PDH „Mewy” im. Ewy Matuszewskiej ps. „Mewa”  | drużyna harcerek               |
| 13. PDHS „Grzmot”                                | drużyna harcerzy starszych     |
| 13. PDHS „Tramp” im. Kazimierza Nowaka           | drużyna harcerek starszych     |
| 13. PDW „Czarna” im. het. Jana Zamoyskiego       | drużyna wędrownicza (męska)    |
| 13. PDW „Biała”                                  | drużyna wędrownicza (żeńska)   |